# Smittia extrema
Smittia extrema är en tvåvingeart som först beskrevs av Holmgren 1869.  Smittia extrema ingår i släktet Smittia och familjen fjädermyggor. Arten har ej påträffats i Sverige. Inga underarter finns listade i Catalogue of Life.